# Pettoranello del Molise
Pettoranello del Molise – miejscowość i gmina we Włoszech, w regionie Molise, w prowincji Isernia.
Według danych na rok 2004 gminę zamieszkiwało 426 osób, 28,4 os./km².